# Alkoholno vrenje
Alkoholno vrenje je biokemijska razgradnja fermentabilnih šećera, uglavnom na etanol i ugljikov dioksid, s pomoću kvaščevih stanica i stanica nekih bakterija.
C6H12O6 → 2 CO2 + 2 CH3CH2OH + energija
Kvaščeve gljivice zimi se začahure, a u proljeće strujanjem zraka dospiju na biljku. Fakultativni su organizmi što znači da žive u anaerobnim uvjetima, a razmnožavaju se u aerobnim uvjetima, za razliku od oblitativnih organizama koji se pod jednakim uvjetima razmnožavaju i žive. Mogu opstati u reakcijskoj smjesi sve dok koncentracija alkohola ne dosegne 15% gdje gljivice umiru te reakcija prestaje. Jača se alkoholna pića dobivaju destilacijom te fermentirane smjese. 
Fermentabilni se šećeri (većina monosaharida i disaharida te maltotrioza) nizom oksidoredukcijskih reakcija kataliziranih enzimima iz kvasca (glikoliza) razgrađuju do pirogrožđane kiseline, koja djelovanjem enzima piruvat-dekarboksilaze otpušta ugljikov dioksid i prelazi u acetaldehid, iz kojega, uz enzim alkohol-dehidrogenazu, nastaje etilni alkohol.
Oko 95% šećera pretvara se u alkohol i ugljikov dioksid, a ostatak se troši na rast kvaščevih stanica i sporedne proizvode alkoholnog vrenja. Oni uključuju male količine međuproizvoda glikolize, viših alkohola (njihova smjesa naziva se patoka) i estera. 
Pogodnim dodatcima (npr. natrijevim sulfitom) tok reakcija alkoholnoga vrenja može se promijeniti tako da se neki međuproizvodi glikolize nakupljaju u većim količinama (npr. glicerol u glicerolnome vrenju). 
Alkoholnim vrenjem od najdavnijih se vremena proizvode alkoholna pića i rafinirani alkohol.